# Timaukel
Timaukel is een gemeente in de Chileense provincie Tierra del Fuego in de regio Magallanes y la Antártica Chilena op het eiland Vuurland. Timaukel telde 405 inwoners in 2017.